# Sejpy u Božího Daru
Sejpy u Božího Daru jsou rozsáhlou montánní krajinnou oblastí nacházející se v katastrálním území Boží Dar. Dochované terénní nerovnosti v podobě nízkých kopečků – sejpů a mělkých prohlubní, které jsou pozůstatky středověkého rýžování cínu, se nachází podél Božídarského potoka, říčky Černá a jejího bezejmenného přítoku, který pramení v lokalitě Na Vraky. Lokalita se sejpy byla v roce 2013 Ministerstvem kultury České republiky prohlášena kulturní památkou České republiky.

## Geologie
Území okolí Božího Daru patří do skupiny krušnohorského krystalinika. Na podloží z variské žuly karlovarského plutonu je komplex metamorfovaných hornin. Nejvíce jsou zastoupeny dvojslídé a biotitické svory a místně se vyskytují polohy např. kvarcitických svorů, kvarcitů, amfibolů, fylitů a izolované kry skarnů. V okolí říčky Černá, Božídarského potoka a jejich bezejmenných přítoků byla z aluviálních nánosů těžena cínová ruda kasiterit. Dokladem jsou pozůstatky po rýžování v podobě kopečků ze štěrkopísku s úlomky hornin, křemenné žíloviny, zrn křemene, slídy a živce. Rýžovnické kopečky zpravidla dlouhé 5–10 m některé i 20 m a dosahující výšky více než dva metry se rozkládají na ploše více než 250 000 m². V okolí říčky Černá, Božídarského potoka a jejich bezejmenných přítoků se rozkládá území, kde se rýžovala cínová ruda kasiterit nejpozději od 16. století do začátku 19. století.
V této lokalitě se také těžila rašelina, která se využívala k vytápění domácností nebo jako izolace. Krajina je součástí památky světového dědictví UNESCO Hornický region Erzgebirge/Krušnohoří.

## Příroda
Vrcholy sejpů jsou suchá porostlé vřesem, brusinkou a lišejníky jako dutohlávky, malohubky nebo pukléřka islandská. Tyto ostrůvky vegetace připomínají severskou tundru. Roste zde i řada chráněných druhů rostlin jako prha arnika a šicha černá, kociánek dvoudomý, plavuň vidlačka a violka trojbarevná. V zamokřených prohlubních převládá rdesno hadí kořen a na nejvlhčích místech roste mochna bahenní, ostřice zobánkatá a kosatec žlutý.
Z živočichů se vyskytují bekasina otavní, tetřívek a plazi jako zmije obecná, ještěrka živorodá a slepýš křehký, kteří se rádi vyhřívají na sejpech. V tůních žije čolek horský, čolek obecný či pulci skokana hnědého.
V blízkosti potoků a říčky roste vlochyně a skupiny smrků. Z hmyzu se na bezvětrných zákoutích vyskytuje vzácný žluťásek borůvkový, perleťovec severní a modrásek stříbroskvrnný.